# أوروم (كارولاينا الشمالية)
أوروم (بالإنجليزية: Orrum, North Carolina)‏ هي معلم جغرافي تقع في الولايات المتحدة في مقاطعة روبسون. يقدر عدد سكانها بـ 91 نسمة ومساحتها 1.5 كم2 ووترتفع عن سطح البحر 31 متر.